# John Woodruff
Pour les articles homonymes, voir Woodruff.
John Youie Woodruff, né le 5 juillet 1915 à Connellsville (Pennsylvanie) et décédé le 30 octobre 2007 à Fountain Hills (Arizona), était un athlète américain, champion olympique en 1936.

## Biographie
Son père était ouvrier sa mère a donné naissance à 12 enfants. Aucun membre de sa famille n'a jamais terminé ses études secondaires. Woodruff, alors étudiant à l'université de Pittsburgh, a remporté la médaille d'argent sur 880 yards aux championnats AAU de 1936 et se qualifiait pour l'équipe olympique américaine. Aux Jeux olympiques d'été de 1936, il devenait champion olympique sur 800 m devant l'Italien Mario Lanzi et le Canadien Phil Edwards. Woodruff devenait l'un des cinq athlètes noirs (avec Jesse Owens, Ralph Metcalfe, Cornelius Johnson et Archie Williams) à avoir gagné une médaille d'or sous les yeux d'Adolf Hitler et du Troisième Reich.
Le dernier Américain qui avait remporté l'or sur le 800 m dans cette épreuve était Ted Meredith en 1912.
En 1937, il remportait le titre AAU sur 800 m et les championnats IC4A sur 440 et 800 yards de 1937 à 1939.
En 1941, il s'enrôla dans l'armée et termina la Seconde Guerre mondiale avec le grade de capitaine. Il reprit du service pendant la guerre de Corée avant de quitter l'armée en 1957 avec le grade de lieutenant-colonel.
Amputé des deux jambes il y a plusieurs années, John souffrait de problèmes cardiaques et rénaux. John Woodruff, dit "Long John", était un des derniers athlètes américains champion olympique en 1936 qui était encore vivants .
Chaque été à Connelsville, une course et une marche sur 5 000 m ont lieu en son honneur.

## Palmarès

### Jeux olympiques d'été
- Jeux olympiques de 1936 à Berlin ( Allemagne)
  -  Médaille d'or sur 800 m